# Mistrzostwa Europy w Lekkoatletyce 2020
Mistrzostwa Europy w Lekkoatletyce 2020 – 25. edycja mistrzostw Europy w lekkoatletyce planowana przez European Athletics w dniach 25–30 sierpnia 2020 na Stade Sébastien Charléty w Paryżu, odwołana z powodu pandemii COVID-19.
Początkowo chęć zorganizowania tych zawodów wyrażały Tbilisi i Paryż, jednak ostatecznie o prawo goszczenia imprezy ubiegła się wyłącznie stolica Francji i 27 kwietnia 2017 Rada European Athletics wskazała Paryż jako gospodarza. W przeciwieństwie do dwóch wcześniejszych lekkoatletycznych ME, organizowanych w latach igrzysk olimpijskich (2012 i 2016), mistrzostwa w Paryżu miały odbyć się po zakończeniu igrzysk w Tokio, a nie przed.
W marcu 2020 r. pomimo trwającej pandemii COVID-19 we Francji Francuzi podtrzymali chęć organizacji zawodów. 23 kwietnia 2020, po przeprowadzeniu szerokich konsultacji, Francuska Federacja Lekkoatletyczna oraz European Athletics ogłosiły, że mistrzostwa zostały odwołane. Stało się tak po raz pierwszy od 1942 r., gdy trwała II wojna światowa.